# Călărași megye
Călărași (magyarosan: Kalarász) Románia egyik megyéje, székhelye Călărași.

## Földrajz

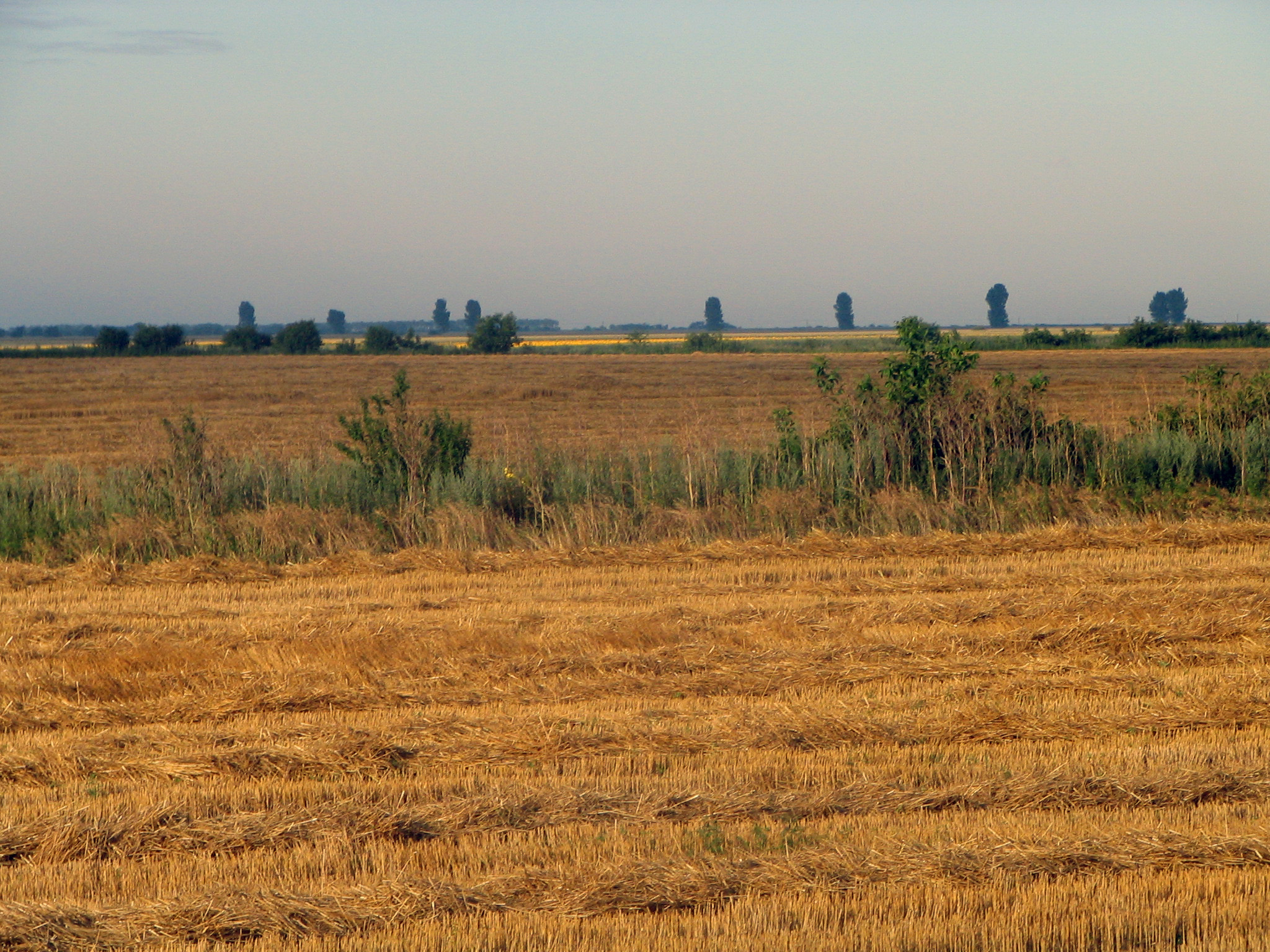
Călărași megyei táj

Románia délkeleti részén helyezkedik el. Szomszédos megyék: keleten Constanța, nyugaton Ilfov és Giurgiu, északon Ialomița. Délen a Duna határolja, a Dunán túl pedig a bulgáriai Szilisztra és Rusze megye. A megye területe 5088 km², ezzel a 26. helyen áll a 41 romániai megye között. Domborzatára a síkságok és mocsarak jellemzőek. Négy nagy részre tagolódik: Câmpia Bărăganului Mostiştei (Dél-Bărăgan), Câmpia Vlăsiei, Câmpia Burnazului, Lunca Dunării.
Az éghajlat mérsékelt kontinentális. A legalacsonyabb hőmérsékletet (-30 °C) 1933. január 8-án mérték Călărașiban, a legmagasabbat (44 °C) pedig 1957. augusztus 10-én  Valea Argovei községben.

## Történelem
A Duna, a Borceai-Duna-ág és az Argeş mentén illetve a Mostiştea völgyében végzett régészeti feltárások tanúsága szerint a megye területe már az újkőkorszak korai szakaszában lakott volt. Ugyanott a bronzkor és a vaskor tárgyi nyomait is megtalálták. A rómaiak a Kr. e. 1. századtól kezdve jelentek meg a Duna alsó szakasza mentén, és uralmuk a 6. századig tartott. 324-328-ben I. Constantinus várost emeltetett Transmarisca (Tutrakan) várával szemben; ez a helyszín a mai Olteniţa város körül lehetett. A 9.-11. századból származó leletek földműveléssel és állattenyésztéssel foglalkozó lakosságra utalnak. A 10.-12. századbeli éremleletek azt igazolják, hogy a terület lakosai állandó kereskedelmi összeköttetétben álltak a Bizánci Birodalommal.
A Havasalföld délkeleti szélén elhelyezkedő megye területe számos alkalommal bekapcsolódott a fejedelemség politikai életébe és harcaiba. II. Mihály idején 1594-1595-ben a lakosság részt vett a Dobrudzsa és Balkán török várai elleni támadásban. 1669-ben III. Mihnea szintén a törökök ellen fordult, akik megtorlásként megtámadták a Duna menti városokat. A 18. században az 1768–74-es orosz–török háború, illetve az 1788-1891 közötti orosz-osztrák-török háborúk jórészt a megye területén zajlottak. Az 1806–12 közötti orosz–török háború szintén súlyos károkat okozott a vidéken.
A korabeli dokumentumok szerint a lakosság földműveléssel és állattenyésztéssel foglalkozott. Elsősorban búzát, kölest és zabot termesztettek, a 18. századtól kezdve kukoricát is. A szarvasmarhák és juhok tenyésztése mellett a halászat is fontos szerepet játszott. A falvakban számos mesterember dolgozott: timárok, molnárok, posztókészítők stb. A 16. századtól kezdve megjelent a kereskedelem is. Olteniţa első írásos említése 1515-ből származik, 
Călăraşi-é 1541-ből. A 14. század végén alakult ki Cornăţel középkori város a mai kolostor helyén. A 17. század végén a határ menti Lichireşti-en állomásozott Constantin Brâncoveanu fejedelem egyik lovasfutár-egysége, amely az Isztambul felé irányuló levelezést továbbította.

## Demográfia
1930-ról kezdve a népesség az alábbiak szerint változott:
| Lakosok száma | 228 165 | 287 722 | 318 573 | 337 261 | 338 807 | 338 804 | 324 617 | 306 691 | 283 458 |
|               | 1930    | 1948    | 1956    | 1966    | 1977    | 1992    | 2002    | 2011    | 2021    |

A 2011-es népszámlálási adatok szerint a 306 691 lakos 84,6%-a román, 7,5%-a roma volt; 513 fő török, 72 fő magyar nemzetiségűnek vallotta magát.
2021. július 1-jén a megye népessége 305 391 fő volt, ebből 122 104 fő városban, 183 287 fő falun élt.

## Települések
Călărași megyében 2 municípium, 3 város, 50 község és 160 falu van.
MunicípiumokCălărași, Oltenița
VárosokBudești, Fundulea, Lehliu Gară
Községközpont falvakAlexandru Odobescu, Belciugatele, Borcea, Căscioarele, Chirnogi, Chiselet, Ciocănești, Crivăț, Curcani, Cuza Vodă, Dichiseni, Dor Mărunt, Dorobanțu, Dragalina, Dragoș Vodă, Frăsinet, Frumușani, Fundeni, Gălbinași, Grădiștea, Gurbănești, Ileana, Independența, Jegălia, Lehliu, Luica, Lupșanu, Mănăstirea, Mitreni, Modelu, Nana, Nicolae Bălcescu, Perișoru, Plătărești, Radovanu, Roseți, Sărulești, Sohatu, Spanțov, Șoldanu, Ștefan cel Mare, Ștefan Vodă, Tămădău Mare, Ulmeni, Ulmu, Unirea, Valea Argovei, Vasilați, Vâlcelele, Vlad Țepeș

## Gazdaság
A földrajzi adottságokból következően a megye gazdasága a mezőgazdaságon alapul. A mezőgazdasági termelés mintegy két harmadát a növénytermesztés adja, elsősorban a gabonafélék, olajnövények és takarmánynövények. A megyében található az Institutul de Cercetări pentru Cereale şi Plante Tehnice Fundulea (Gabona- és Ipari Növény Kutatóintézet). Az ipart nagyobbrészt a feldolgozóipar képviseli: élelmiszeripar, textilipar, cellulóz- és papírgyártás, építőanyagipar. Ileana község területén földgázt és kőolajat termelnek ki.